# Zofia Chrząstowska
Zofia Chrząstowska z domu Sadłowska (ur. 1 czerwca 1905 w Nowym Duninowie, zm. 2 maja 1982 w Nowym Sączu) – polska nauczycielka i bibliotekarka, regionalistka, dokumentalistka, popularyzatorka kultury Lachów Sądeckich.

## Życiorys
Zofia Sadłowska ukończyła szkołę powszechną w Duninowie i Państwowe Seminarium Nauczycielskie Żeńskie w Piotrkowie Trybunalskim. Od 1928 roku była nauczycielką w Szkole Rolniczej Żeńskiej w Podegrodziu. Zafascynowana folklorem Lachów Sądeckich, była współzałożycielką Regionalnego Zespołu Pieśni i Tańca „Podegrodzie”, istniejącego od 1937 roku. Założyła także i kierowała biblioteką we wsi, prowadziła kursy haftu i szycia dla dorosłych, z wykorzystaniem miejscowych motywów ludowych. W 1931 roku wyszła za Stanisława Chrząstowskiego. Razem kolekcjonowali stroje ludowe, przedmioty codziennego użytku, sprzęt gospodarski, ozdoby, dokumenty i pamiątki. Ich zbiory były kilkakrotnie prezentowane przy różnych okazjach, a po otwarciu w Podegrodziu domu kultury w 1975 roku część stworzyła stałą ekspozycję, zorganizowaną przy współpracy z profesorem Romanem Reinfussem.
W 1981 roku Zofia i Stanisław Chrząstowscy przekazali swoją kolekcję Muzeum Ziemi Sądeckiej, z zastrzeżeniem, że pozostanie ona w Podegrodziu. Przekazane zbiory stanowią ekspozycję Muzeum Lachów Sądeckich, które od 1991 roku nosi imię Zofii i Stanisława Chrząstowskich. Małżonkowie stworzyli dokumentację etnograficzną eksponatów, prowadzili również Kronikę podegrodzką, dokumentującą fakty z życia miejscowych twórców i rzemieślników. Publikowali między innymi w „Roczniku Sądeckim”. W 1976 roku oboje otrzymali Nagrodę im. Oskara Kolberga „Za zasługi dla kultury ludowej”. Ponadto Zofia Chrząstowska została odznaczona Krzyżem Kawalerskim Orderu Odrodzenia Polski (1979), Złotym Krzyżem Zasługi (1966) oraz Złotą Odznaką „Zasłużony w rozwoju Sądecczyzny” (1975). Była Honorowym Członkiem Towarzystwa Przyjaciół Sztuk Pięknych w Nowym Sączu.
Zmarła w 1982 roku i została pochowana na cmentarzu parafialnym w Podegrodziu.